# Emilio Mora
Emilio Hugo Mora López (ur. 7 marca 1978 w Apatzingán) – meksykański piłkarz występujący na pozycji napastnika.

## Kariera klubowa
Mora jest wychowankiem zespołu Monarcas Morelia, w barwach którego zadebiutował w meksykańskiej Primera División 14 listopada 1996 w przegranym 0:1 spotkaniu z Tolucą, natomiast premierowego gola w najwyższej klasie rozgrywkowej strzelił już trzy dni później w wygranej 2:1 konfrontacji z Toros Neza. W Morelii występował przez cztery lata, nie odnosząc z tym zespołem większych sukcesów, po czym przeszedł do stołecznej drużyny Cruz Azul. W 2001 roku doszedł z nią do finału Copa Libertadores, jednak pozostawał przeważnie rezerwowym Cruz Azul. Wiosną 2002 został zawodnikiem jednego z najbardziej utytułowanych klubów w ojczyźnie – Chivas de Guadalajara – którego graczem był przez półtora roku.
Latem 2003 Mora przeszedł do ekipy Tiburones Rojos de Veracruz, w której spędził rok w roli kluczowego zawodnika zespołu. Dobra forma zaowocowała powrotem do Cruz Azul, jednak po sześciu miesiącach po raz drugi podpisał umowę z Veracruz. Wiosenny sezon Clausura 2006 spędził w San Luis FC, z którym odniósł największy ligowy sukces w karierze – wicemistrzostwo Meksyku. W lipcu 2006 został zawodnikiem Querétaro FC, gdzie po rozgrywkach 2006/2007 spadł do drugiej ligi, kończąc karierę w wieku 30 lat.

## Kariera reprezentacyjna
W 1997 roku Mora znalazł się w składzie reprezentacji Meksyku U–20 na Młodzieżowe Mistrzostwa Świata w Malezji, gdzie rozegrał trzy mecze, nie zdobywając bramki, natomiast jego kadra prowadzona przez José Luisa Reala odpadła w 1/8 finału.
W 1998 roku Mora został powołany przez selekcjonera Manuela Lapuente na Złoty Puchar CONCACAF, gdzie 7 lutego w wygranym 2:0 spotkaniu z Hondurasem zadebiutował w kadrze narodowej. Łącznie wystąpił na tym turnieju dwukrotnie, natomiast Meksykanie triumfowali w rozgrywkach. Dwa lata później ponownie znalazł się w składzie na Złoty Puchar CONCACAF – tym razem rozegrał trzy mecze, natomiast jego reprezentacja odpadła w ćwierćfinale. Ponadto 17 lutego w zremisowanym 1:1 pojedynku fazy grupowem z Gwatemalą strzelił jedynego gola w kadrze narodowej. Swój bilans reprezentacyjny zamknął na dwunastu konfrontacjach.